# Isakusan
isakusan（イサクサン、朝鮮語: 이사쿠상、本名: ヤン・ジュヨン、朝鮮語: 양주영、1982年5月11日 - ）は、韓国のゲームクリエイター・ゲームシナリオライター。元NEXON Games MXスタジオ所属。愛称は「ピカおじ」。
スマートフォン向けゲームアプリ『ブルーアーカイブ -Blue Archive-』の成功により一躍注目を集める存在となった。 IP室の室長も兼任していた。

## 経歴
1982年5月11日に生まれ、幼少時代から、漫画家を志望し、15歳の頃に、才能の限界に気づき小説家へ転向する。20歳の時にファンタジー小説『세이어스 켈딘（セイアス・ケルディン）』で、商業デビューを果たし、その後、純文学へのめり込んでいった。ソウル芸術大学文芸創作学科卒業し、20代後半の時にゲーム開発者へと転向。しばらくビジュアルノベル分野で、同人活動にいそしみ『CROCINTHUS』などを開発していた。
2013年、運営型ゲーム『魔法図書館キュラレ』の開発を任命される。
2021年2月4日、スマホゲーム『ブルーアーカイブ -Blue Archive-』のシナリオチームを率いるシナリオディレクターを担当し、メインストーリーの執筆だけではなく、キャラクター設定・世界観・シナリオ・BGMのディレクションも行った。また、IP室の室長として、同作のIP展開にも積極的に関わっていた。
2024年4月7日、『 ブルーアーカイブ The Animation』がテレビ東京系列にて放送開始。
2024年7月26日、自身のX（旧Twitter）にて、『ブルーアーカイブ -Blue Archive-』のシナリオディレクターを離れ、既にNEXON Gamesを退社していることを報告した。

## 人物
愛称の「ピカおじ」は、オンラインコミュニティで使用されているアバターのピカチュウに由来する。
特に影響を受けた日本の作家には、奈須きのこ、庵野秀明、西尾維新、舞城王太郎、賀東招二、藤田和日郎、羽海野チカ等を挙げている。
好きな食べ物は寿司で、日本文化への関心も高い。

## 作風
NEXON Games所属時代のインタビューでは、自分個人の 哲学的思索のために作品を利用しない。するべきではないとしており、「作品の中で、テーマめいたものが見受けられるとするなら、それは私という創作者が、ある作品を作るときに 不可抗力的に刻まれてしまう指紋のようなものだと思ってください。」と述べている。
物語の中で、設定などの説明は敢えて省くようにしている。その理由について、「設定にしろ物語にしろ、キャラクターたちがすべてを動かしていくべきです。」、「設定は物語の核心を説明するためではなく、物語全体をつなぎあわせる縫い糸のようにあるべきです。」と語っている。
会話を書く際には、アメリカの映画監督であるクエンティン・タランティーノの映画のような会話を理想としているが、アドベンチャーゲームでは、映画とは異なるロジックでできている以上、最終的には情報量を優先しなければならずなるべく会話だけで情報を伝えることは避けたいが、ある程度は仕方ないと諦観している。
ギャグとシリアスパートを分け、時にそれらを混ぜあわせることで、ほどよいバランスを保つことを意識している。

## 作品リスト

### 小説
- 세이어스 켈딘（2002年、全3巻）

### 同人ゲーム
- CROCINTHUS（2006年） - シナリオ

### 商業ゲーム
- 魔法図書館キュラレ（『DMM GAMES / SmileGate』2016年 - 2017年） - シナリオ
- ブルーアーカイブ -Blue Archive- （『NAT GAMES→NEXON Games / Yostar』2021年 - 2024年） - シナリオディレクター・音楽プロデューサー
- プロジェクトKV（『Dynamis One / スタジオアラヤ』開発中止[7]） - シナリオディレクション

### アニメ
- ブルーアーカイブ The Animation（2024年） - シナリオディレクター

## 受賞歴
- 2022年：大韓民国ゲーム大賞『ブルーアーカイブ -Blue Archive-』（最優秀開発者賞・キャラクター賞・人気賞）受賞
- 2023 Google Play ベスト オブ 2023 ユーザー投票部門 - ブルーアーカイブ -Blue Archive-[2]
- 2023年：Sensor Tower APAC Awards 『ブルーアーカイブ -Blue Archive-』（ベストストーリーテリングゲーム）受賞